# Суринамско-тринидадские отношения
Суринамско-тринидадские отношения — двусторонние дипломатические отношения между Суринамом и Тринидадом и Тобаго. В обеих странах самый высокий процент граждан, исповедующих индуизм и ислам в Северной и Южной Америке. Государства являются членами Карибского сообщества и Организации американских государств (ОАГ).

## История
Суринам и Тринидад и Тобаго имеют большое количество населения с индийским происхождением, главным образом индо-тринидадское и индо-суринамское, из-за ввоза рабочих из Индии в период существования Британской империи. Как следствие, эти страны имеют значительные культурные связи из-за того, что большая часть населения имеет схожее происхождение. В 2017 году премьер-министр Тринидада и Тобаго Кит Роули провёл переговоры с правительством Суринама, чтобы обсудить дальнейшее экономическое и энергетическое сотрудничество для укрепления торговых отношения между странами, призывая к созданию единого рынка и экономики для всех участников Карибского сообщества.

## Торговля
В 2017 году Тринидад и Тобаго экспортировал в Суринам товаров на сумму 113 миллионов долларов США, основной объём которых составил сжиженный природный газ. Суринам в том же году экспортировал товаров на сумму 37 млн. долларов США на Тринидад и Тобаго, причем 77 % от всего экспорта составляли очищенные нефтепродукты.

## Дипломатические представительства
Суринам имеет посольство в Порт-оф-Спейне, а Тринидад и Тобаго содержит почётное консульство в Парамарибо.